# Acalypha repanda
Acalypha repanda é uma espécie de flor do gênero Acalypha, pertencente à família Euphorbiaceae.